# Robert Aske
Robert Aske (1500 - 12 de julho de 1537) foi um advogado inglês que se tornou o líder da rebelião em York. Ele liderou a Peregrinação da Graça em 1536 e foi executado por Henrique VIII de Inglaterra por traição, em 1537. 

## Vida
Aske era o filho mais novo de Sir Robert Aske de Aughton, perto de Selby, descendente de uma velha família de Yorkshire. A família estava bem ligada: um dos primos Aske era Henry Clifford, o Conde de Cumberland. 
Aske tornou-se advogado, e foi um Fellow em Gray's Inn. Um homem piedoso, ele opôs-se às reformas religiosas de Henrique VIII, principalmente a Dissolução dos Mosteiros. Quando a rebelião eclodiu em York contra Henrique VIII, Aske estava a voltar para Yorkshire, vindo de Londres. Inicialmente não envolvido na rebelião, ele assumiu a causa e chefiou a Peregrinação da Graça. Em 10 de outubro ele foi considerado como o seu "comandante-chefe". A maioria de Yorkshire, assim como algumas partes de Northumberland, Durham, Cumberland e Westmorland estavam em revolta. 
Em 13 de outubro de 1536, Aske falou com os delegados reais, incluindo o duque de Norfolk, e recebeu uma garantia de audiência e de uma passagem segura para o rei. Ele viajou para Londres, encontrou-se com Henrique VIII, e recebeu promessas. 
Quando ele iniciou a sua viagem de volta ao Norte, os combates eclodiram de novo. Isto permitiu que Henrique mudasse de ideias, e ele prendeu Aske Robert e levou-o para a Torre de Londres. Ele foi condenado por alta traição em Westminster e foi levado de volta à cadeia de York, onde foi enforcado em Julho de 1537 num andaime erigido na Torre de Clifford. 
Algumas versões dos acontecimentos dizem que ele estava pendurado, estirado e esquartejado, como era costume na época para os traidores não-nobres. Outros sustentam que ele pediu para ser enforcado na cadeia, pois ele achava isso menos doloroso do que ser suspenso, estirado e esquartejado, mas, na verdade, esta forma de execução normalmente dura cinco a seis dias, devido à possibilidade da vítima respirar e, portanto, semi-morta por asfixia. 